# 馬里基塔 (托利馬省)
馬里基塔是哥倫比亞的城鎮，位於該國中部，由托利馬省負責管轄，距離首都波哥大約150公里，始建於1551年8月28日，海拔高度495米，2005年人口32,642。
5°15′N 74°55′W / 5.250°N 74.917°W